# Leslie Lemke
Leslie Lemke (* 31. Januar 1952 in Milwaukee, Wisconsin) ist ein blinder US-amerikanischer Musiker und Komponist.
Leslie Lemke kam 1952 in Wisconsin als Frühgeburt zur Welt und litt von Beginn an zerebraler Lähmung und grünem Star, worauf ihm die Augen entfernt wurden. Er wurde von seiner leiblichen Mutter zur Adoption freigegeben und von der Krankenpflegerin May Lemke adoptiert. In seiner Kindheit fiel er durch die Fähigkeit auf, Gespräche vollständig wiederzugeben. Im Alter von vierzehn Jahren fand ihn seine Adoptivmutter mitten in der Nacht am Klavier, wie er ein einmal gehörtes Stück aus dem Fernsehen spielte. Sie förderte daraufhin seine Inselbegabung, denn trotz seiner schweren Behinderung ist er in der Lage, ein einmal gehörtes Musikstück fehlerlos auf dem Klavier nachzuspielen. Neben seiner Fähigkeit, etwa 1000 Musikstücke aus dem Gedächtnis nachzuspielen, komponiert er selbst Musikstücke. Sein Können stellt er bei Auftritten und Konzerten in den USA und außerhalb unter Beweis.
Seine Adoptivmutter May Lemke verstarb am 6. November 1993 an der Alzheimer-Krankheit.